# Кенгирское восстание заключённых
Кенги́рское восстание — восстание заключённых в 3-м лагерном отделении Степного лагеря в посёлке Кенгир, расположенном в центральной части Казахстана (ныне посёлок находится в черте города Жезказган), 16 мая — 26 июня 1954 года. Это было не самое продолжительное и не самое массовое восстание в советских лагерях, но это одно из самых трагических событий в послесталинской истории ГУЛАГа. В Кенгире восставшие не только бастовали, взяв лагерь под свой контроль и требуя от администрации соблюдения их прав и наказания виновных в незаконных расстрелах, но и смогли воспользоваться свободой. Во время восстания в Кенгире была разнообразная культурная жизнь. Участники событий восстание зовут «сабантуй», что по-татарски означает праздник (буквально — «свадьба плуга»). Женщины участвовали и в других восстаниях в ГУЛАГе (в частности, в Норильском), но только в Кенгире мужские зоны и женская слились в единое целое, образовав на 40 дней своего рода «республику». В восстании приняли участие около 5,2 тысяч заключённых, и 43 % из них — женщины.
Третье отделение Степлага состояло из трех лагпунктов: 1-го женского и 2-го и 3-го мужских. Все они были окружены единой огневой зоной, а лагпункты были разделены высокими саманными стенами, а между 1-м женским и 2-м мужским лагпунктами располагался ещё и хозяйственный двор. Причиной восстания послужил расстрел в хозяйственном дворе ночью 18 мая группы заключённых, пытавшихся проникнуть в женский лагпункт. Прекратившим работу заключённым администрация лагеря обещала, что виновные в расстреле будут наказаны, никто из заключённых, посещавших женский лагпункт, не будет этапирован, а впредь общение женской и мужских зон будет разрешено. Работа заключённых была возобновлена, но обещания не были выполнены, и восстание вспыхнуло с новой силой. Восставшие требовали встречи с членом Президиума ЦК КПСС. Переговоры с заместителем министра внутренних дел СССР затянулись. Ранним утром 26 июня лагерь был взят штурмом.

## Предпосылки
По воспоминаниям заключённого Николая Гуцуляка, после смерти Сталина «многие заключённые надеялись, что новые власти в Москве облегчат тяжёлую лагерную жизнь. Но легче не становилось, и недовольство заключённых в конце концов вылилось в открытый мятеж».
Низкая производительность труда заключённых и отсутствие надлежащей дисциплины крайне неблагоприятно отражались на выполнении плана строительства и производственной деятельности джезказганских предприятий. За 5 месяцев 1954 года план строительства выполнен на 59 процентов, а по добыче руды образовалась задолженность в 408 тыс. тонн.
Администрация лагерей реагировала на политические изменения по-разному: иногда шла на либерализацию внутреннего режима, на определённую регламентацию использования труда, в других же лагерных управлениях пытались культивировать старые сталинские традиции, даже путём затягивания выполнения тех предписаний (например, не закрывать бараков на ночь, отменить номера на одежде), которые шли в ГУЛАГ из Москвы. Управление «Степлага» в Джезказгане отмечалось особой жестокостью, нормой были издевательства над заключёнными, побои, убийства, немотивированные расправы.
Зимой 1953 г. охрана трижды самовольно открывала огонь по заключённым и убила несколько человек. Чтобы сдержать повстанческий дух, зарождавшийся среди политических заключённых, 22 апреля 1954 г. из Новосибирского исправительно-трудового лагеря и из лагерей Колымы прибыл этап с 494 уголовниками, которых поместили в третье лагерное отделение, где находились заключённые, осуждённые за контрреволюционную деятельность, то есть преимущественно националисты. Уголовники должны были помочь лагерной администрации расправляться с политическими заключёнными.
15 мая 1954 в Кенгире часовой Калимулин выпустил автоматную очередь по заключённым, в результате чего было убито 13 человек, 33 были ранены, а 5 умерли от ранений. Согласно документам, с 16 по 18 мая солдаты и работники лагеря избили более 35 заключённых (в некоторых случаях были нанесены тяжкие телесные повреждения), в то время как лишь 2 лагерных работника получили лёгкие повреждения. Только через 2—3 месяца после подавления Кенгирского восстания следствием было установлено, что «в применении оружия не было необходимости».

## Национальный состав восставших
Национальный состав Кенгира (3-го лаг. отделения Степлага) был необычайно пёстрым, но прямые данные о нём в архивах не найдены. Косвенную оценку можно дать на основании данных для всего Степлага.
| №  | Национальность | число | %     | №  | Национальность | число | %    |
| -- | -------------- | ----- | ----- | -- | -------------- | ----- | ---- |
| 1  | Украинцы       | 9596  | 46,36 | 18 | Туркмены       | 76    | 0,38 |
| 2  | Литовцы        | 2690  | 13,0  | 19 | Ингуши         | 56    | 0,27 |
| 3  | Русские        | 2661  | 12,86 | 20 | Китайцы        | 55    | 0,27 |
| 4  | Латыши         | 1074  | 5,19  | 21 | Таджики        | 54    | 0,26 |
| 5  | Белорусы       | 878   | 4,24  | 22 | Корейцы        | 52    | 0,25 |
| 6  | Эстонцы        | 873   | 4,22  | 23 | Киргизы        | 50    | 0,24 |
| 7  | Поляки         | 379   | 1,83  | 24 | Японцы         | 30    | 0,14 |
| 8  | Немцы          | 359   | 1,73  | 25 | Румыны         | 24    | 0,12 |
| 9  | Казахи         | 291   | 1,40  | 26 | Греки          | 21    | 0,10 |
| 10 | Молдаване      | 208   | 1,0   | 27 | Удмурты        | 20    | 0,10 |
| 11 | Узбеки         | 204   | 0,99  | 28 | Иранцы         | 18    | 0,09 |
| 12 | Евреи          | 174   | 0,84  | 29 | Финны и карелы | 16    | 0,08 |
| 13 | Армяне         | 154   | 0,74  | 30 | Башкиры        | 9     | 0,04 |
| 14 | Грузины        | 132   | 0,64  | 31 | Афганцы        | 8     | 0,04 |
| 15 | Татары         | 127   | 0,61  | 32 | Турки          | 8     | 0,04 |
| 16 | Чеченцы        | 124   | 0,60  | 33 | Монголы        | 2     | 0,01 |
| 17 | Азербайджанцы  | 108   | 0,52  | 34 | Прочие         | 167   | 0,81 |

Среди так называемых «прочих», упомянутых в гулаговской таблице, были и участники восстания — американка Норма Шикман, венгр Ференц Варкони и спасавший раненых хирург, испанец Хулиан Фустер. А вот как описывает Кенгирский лагерь тех лет А. Е. Фельдман:

В лагере были почти все национальности, украинцы, белорусы, прибалты, много китайцев, японец, немцы. Весьма основательно были представлены страны народной демократии. […]. Было много священников, но особенно много было сектантов разного толка. Лагерь выработал свой собственный, необычный язык. Западные украинцы, которых было в лагере после войны большинство, пользуясь тем, что их понимали, не говорили по-русски, а только по-украински. Иностранцы и жители Средней Азии, совсем не знавшие русского языка, постепенно обучались украинскому, считая его русским. В общем, большинство заключённых говорило на дикой смеси разных языков и наречий, которую они и принимали за русский.

## Руководство восстания
19 мая избрана «Комиссия от заключённых» для ведения переговоров с правительственной комиссией и участия в расследовании расстрела заключённых в хоз. дворе 17-го мая. В неё вошли по два человека от каждого лагпункта:
- От 1-го лагпункта: Л. Л. Бершадская, М. С. Шиманская
- От 2-го лагпункта: В. Г. Батоян, С. Т. Чинчаладзе
- От 3-го лагпункта: К. И. Кузнецов, А. Ф. Макеев

Председателем комиссии был избран бывший подполковник советской армии К. И. Кузнецов.
После возобновления восстания 23 мая комиссия сложила с себя полномочия, С. Т. Чинчаладзе вышел из её состава ещё раньше. Состоялись перевыборы по три представителя от каждого лагпункта:
- От 1-го лагпункта: А. А. Михайлевич, Л. К. Супрун, М. С. Шиманская
- От 2-го лагпункта: Ю. А. Кнопмус, Э. И. Слученков, Е. С. Суничук
- От 3-го лагпункта: А. А. Авакян, К. И. Кузнецов, А. Ф. Макеев

Кузнецов вновь избран председателем. 3 июня А. Ф. Макеев покинул восставший лагерь и перешёл на сторону администрации, состоялись довыборы, на его место был избран Н. А. Сёмкин.

## Система самоуправления восставших
Руководителями подавления восстания составлена подробная «Схема организации руководящих органов массового неповиновения заключённых Степного лагеря» (ГА РФ Ф. З-9414 Оп. 1, Д. 228. Л. 18). Она дважды опубликована в открытой печати. Хотя жесткость связей в ней сильно преувеличена, так как восставшие действовали не по команде, а по собственной инициативе, в целом эта схема точно отражает систему самоуправления восставших.
В подписях использована лексика документа ГА РФ, но написание фамилий уточнено по другим источникам
1) Отдел безопасности: Слученков
2) Комендант и полицейский участок: Иващенко
3) Сыскное бюро: 1. Виктор «Ус»; 2. Мельников; 3. Хартонович
4) Тюрьма: Рябов
5) Отдел пропаганды: Кнопмус
6) Бюро сбора заявлений по так называемым злодеяниям: 1. Кондратас; 2. Литвинов Геннадий
7) Радиоузел: 1. Саприн; 2. Кострицкий; 3. Липко; 4. Курсаков; 5. Шахватов; 6. «Борис Александрович»; 7. Котенко
8) Рупористы: 1. Комаров; 2. Касимов; 3. Пескин; 4. Гриневич; 5. Зель; 6. Гончаров
9) Наглядная агитация: 1. Бойко; 2. Коротин
10) Распространители листовок: 1. Зехов; 2. Соболев; 3. Воробьев; 4. Ямасо-Чото; 5. Худенко
11) Стенная агитация: 1. Шиливский; 2. Густив; 3. Судороженко
12) Агитаторы: 1. Грикало; 2. Бакастов; 3. Сонич; 4. Король
13) Священники: 1. Куява; 2. Бережной; 3. поп Григорий; 4. поп Зора
14) Конспиративный центр:
15) Представители конспиративного центра: 1. Кондратас; 2. Виктор «Ус»; 3. Суничук; 4. Вахаев; 5. Келлер
16) Комиссия из заключённых: см. раздел «Руководство восстания»
16б) Ответственные дежурные: 1. Шиманская — 1 л/п; 2. Фиш — 2 л/п; 3. Гончаров — 3 л/п
17) Группа снабжения: Шиманская
18) Санитарная группа: Авакян
19) Военный отдел: Келлер
20) Командиры пунктов сопротивления и начальники штабов
21) 1-й л/п: 1. Ибрагимов; 2. Иващенко
22) 2-й л/п: 1. Лежава; 2. Вахаев
23) 3-й л/п: 1. Задорожный; 2. Долгополов
24) Хоз. двор: 1. Варуняк; 2. Драк
25) 1. Командиры корпусов; 2. Командиры бараков; 3. Командиры секций; 4. Командиры бригад; 5. Ударные отряды из чечен (sic!); 6. Контрольные посты
26) Механические мастерские по изготовлению холодного и огнестрельного оружия: 1. Кострицкий; 2. Явмейко; 3. Караташ
27) Лаборатория по изготовлению взрывчатых веществ: Лобастов
28) Хим. лаборатория по добыче водорода: Релен

### Работа технического отдела
Используя динамики киноустановки, кенгирские мастера собрали собственное радио, которое вело передачи, альтернативные официальным. Администрация ГУЛАГа отключила в лагере электричество. Кенгирскими инженерами (Кострицкий) из автомобильного стартера была сделана динамо-машина, которая давала электрический ток под воздействием падающей струи воды. Напряжение в сети повышали при помощи самодельных трансформаторов. Коротковолновый передатчик был собран из деталей аппарата УВЧ, изъятого восставшими из больницы. Для запуска воздушного шара был получен водород, но его оказалось недостаточно.

### Работа отдела пропаганды
Возглавил отдел пропаганды Юрий Альфредович Кнопмус. Капитон Кузнецов в своем «Сообщении…» так характеризует цели этого отдела:

 а) связь с вольным населением посредством листовок;
б) создание внутрилагерной печати в виде бюллетеней и карикатурного окна;
в) система радиопередачи внутрилагерного диапазона;
г) система рупористов перед проёмами;
д) система выступлений на собраниях заключённых;
е) путём призывов на стенах художественного оформления (sic!)
Кроме того, несколько раз по ночам с воздушных змеев рассыпали листовки за зоной лагеря. Готовились запустить воздушный шар с надписями: «Требуем приезда члена Президиума ЦК КПСС», «Позор бериевскому произволу!»

#### Внутрилагерное радио
В подготовке радиопередач Кнопмусу помогали девушки-украинки Омельяна Войцехович, Анна Герега, Лидия Охримович, Слава Яримовская, Анна Липецкая, Мария Кушпета, Анна Вайда. В архиве ГУЛАГа сохранились две стенографические записи передач радио восставших. Вот одна из них, прозвучавшая за 2 дня до финала восстания:

24/V1-54 года. 19:45 (Выступали з/к мужчина и женщина).
Мужчина: Внимание! Внимание!
Слушайте передачу местного радиоузла. Начинаем нашу радиопередачу.
Добрый вечер, товарищи! Посвящённый 3-го лаготделения по радио.
Ко всем советским гражданам, профсоюзным и партийным организациям, комиссии МВД и Прокуратуры СССР: мы просим прекращения произвола и… до приезда члена ЦК КПСС. Вместе с тем объявляем блокаду… надвигается кровавая расправа над нами.
Женщина:
Слушайте! Слушайте! Тысячи невинных мужчин и женщин обращаются за помощью, чтобы к нам приехали член Президиума ЦК КПСС или секретарь ЦК КПСС.
Мужчина:
Слушайте! Слушайте! Почитайте невинных мужчин и женщин, обращаемся к вам за помощью, содействуйте, чтобы к нам приехал член ЦК КПСС.

#### Рупористы
Группа «рупористов» (№ 8 на схеме) работала достаточно автономно. Владимир Борисович Пескин (на схеме 8-3), не будучи даже знакомым с Кнопмусом, в первую половину восстания по собственному почину ежедневно обходил зону и агитировал в рупор солдат на вышках. В. Б. Пескин воевал в Великой Отечественной в морской пехоте. Первый раз он был ранен под Либавой, второй — на Ораниенбаумском пятачке, там он потерял ногу. Вот его слова, обращённые к солдатам на вышках:

Солдаты! Вам говорят чекисты, что мы враги народа. Знайте, мы такие же, как и вы. Сегодня мы здесь, завтра вы. Среди нас ваши отцы, которые брали Берлин, защищали Ленинград, штурмовали Кёнигсберг…
Ответом всегда была команда «Заряжай!!!» и клацанье затворов.

#### Работа передатчика
Был собран коротковолновый передатчик, с помощью которого азбукой Морзе передавали сообщения о положении в лагере. Во всех официальных документах сказано: «обнаружен недоделанный радиопередатчик», но по сведениям участников восстания передатчик работал.

### Мастерские по изготовлению оружия
Военный отдел готовился к обороне, из прутьев решёток сделали пики. Счищенной со спичек серой набивали уголки от поилок для скота, которые в достатке нашли в хоз. дворе.

### Руководство восстанием
Для одних авторов характерно придавать большее значение Гиршу Келлеру — еврею, воевавшему в рядах УПА, для других — украинскому националисту Михайлу Сороке, для третьих (Солженицын) — советскому офицеру Капитону Кузнецову.

## Заключённые, отказавшиеся участвовать в восстании
В лагере находилось 80 свидетелей Иеговы из Молдавии: 46 мужчин и 34 женщины. Все они, согласно воспоминаниям заключённых, отказались принимать участие в восстании.
Другие заключённые согнали свидетелей Иеговы в крайний барак рядом с проходной, чтобы при штурме их убили первыми.
Согласно воспоминаниям Николая Гуцуляка, никто из свидетелей Иеговы не погиб, так как в начале штурма восставшего лагеря были выведены солдатами за ограждение.

## Итоги
На 40-й день восстание было подавлено применением военной силы, включая танки; при этом, по свидетельствам участников событий, погибли сотни человек, однако официальные документы ГУЛага говорят о 46 погибших в момент подавления восстания.
Семь руководителей кенгирских повстанцев: Иващенко, «Келлер», Кнопмус, Кузнецов, Рябов, Скирук и Слученков — были приговорены к смертной казни. В. П. Скируку расстрел был заменён на срок заключения. Капитон Кузнецов также не был расстрелян. В 1955 году смертный приговор был заменён 25 годами лишения свободы в исправительно-трудовых лагерях. Его перевели в Карлаг и освободили в 1960 году. Определённо установлено, что смертный приговор был приведён в исполнение в отношении Кнопмуса и Келлера.

## Статьи об участниках Кенгирского восстания
- Надежда Демидович